# Ophraella communa
Ophraella communa is een keversoort uit de familie bladkevers (Chrysomelidae). De wetenschappelijke naam van de soort werd in 1986 gepubliceerd door LeSage.